# Filippomaria Pontani
Filippomaria Pontani (* 10. März 1976 in Castelfranco Veneto, Provinz Treviso, Italien) ist ein italienischer Klassischer Philologe mit dem Schwerpunkt Gräzistik und Übersetzer aus dem Neugriechischen.
Pontani ist der Sohn des Klassischen Philologen und Neogräzisten Filippo Maria Pontani und der Byzantinistin Anna Meschini Pontani (* 1949). Er studierte von 1994 bis 1998 Klassische Philologie an der Universität Pisa und an der Scuola Normale Superiore di Pisa und wurde dort 2002 promoviert. Im Anschluss an verschiedene Forschungsstipendien und Unterrichtstätigkeit in Schule und Universität wurde Pontani 2006 zum Professore Associato an die Universität Venedig. berufen. Darüber hinaus ist er als Übersetzer neugriechischer Literatur ins Italienische tätig.
Pontani arbeitet hauptsächlich zur griechischen Literatur, zur altgriechischen und byzantinischen ebenso wie zur neugriechischen. Bemerkenswert sind seine Edition der Scholien zur Odyssee Homers und seine philologischen Untersuchungen dazu, eine Edition der Homer-Allegorien eines Pseudo-Heraklit sowie der griechisch verfassten Gedichte des italienischen Humanisten Angelo Poliziano. Aus dem Neugriechischen hat er Autoren wie Emmanouil Roidis, Kostas Karyotakis und Nasos Vaghenas übersetzt.

## Schriften (Auswahl)
Monographie, Editionen und Artikel zur Klassischen Philologie
- Angeli Politiani Liber epigrammatum Graecorum. A cura di F. P. Edizioni di Storia e Letteratura, Rom, 2002, Auszüge online
- Sguardi su Ulisse. La tradizione esegetica greca all’Odissea. Edizioni di Storia e Letteratura, Rom, 2005 (Sussidi eruditi, 63). Rezensionen von: René Nünlist, in: Byzantinische Zeitschrift 99, 2007, S. 680–684; Emanuele Dettori, in: Bryn Mawr Classical Review 2005.09.40
- Eraclito, Questioni omeriche sulle allegorie di Omero in merito agli dèi. Edizioni ETS, Pisa, 2005, ISBN 88-467-1202-1. Rezension von: Camillo Neri, in: Bryn Mawr Classical Review 2006.11.09 online.
- Scholia Graeca in Odysseam: 1. Scholia ad libros α–β. Edizioni di storia e letteratura, Rom, 2007 (Pleiadi, 6.1), ISBN 978-88-8498-446-3, Auszüge online.
- Scholia Graeca in Odysseam: 2. Scholia ad libros γ–δ. Edizioni di storia e letteratura, Rom, 2010 (Pleiadi, 6.2).
- Scholia Graeca in Odysseam: 3. Scholia ad libros ε–ζ. Edizioni di storia e letteratura, Rom, 2015 (Pleiadi, 6.3).
- Scholia graeca in Odysseam, 4, Scholia ad libros η–θ. Edizioni di storia e letteratura, Rom, 2020 (Pleiadi, 6.4).
- mit Franco Ferrari: Alcaeus’ grandfathers: A note on fr. 6, ll. 17-20 V. In: Zeitschrift für Papyrologie und Epigraphik 113 (1996) 1–4, online (PDF; 69 kB)
- The first word of Callimachus’ Aitia. In: Zeitschrift für Papyrologie und Epigraphik 128 (1999) 57–59, online (PDF; 88 kB)

Übersetzungen neugriechischer Literatur
- Immanuìl Roidis: La Papessa Giovanna. Milano, Crocetti 2003.
- Kostas G. Kariotakis: L’ombra delle ore. Milano, Crocetti 2004.
- Antologia della poesia greca contemporanea. Milano, Crocetti 2004.
- Nasos Vaghenàs: Ballate oscure. Milano, Crocetti 2006.